# Seilbahnstation

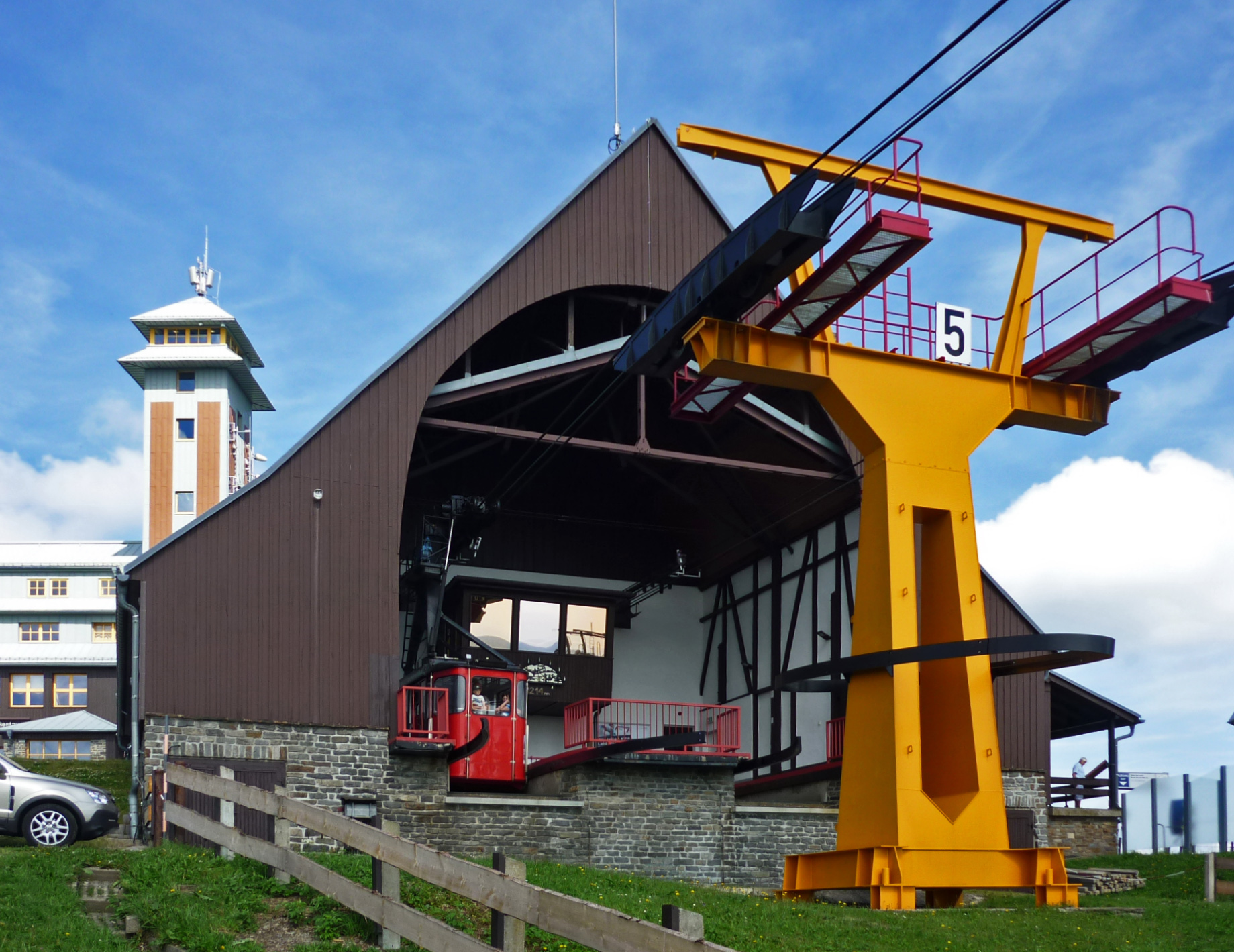
Seilbahnstation auf dem Fichtelberg (1214 m) im Erzgebirge in Sachsen.

Eine Seilbahnstation ist ein Gebäude, das als Haltestelle und/oder Umlenkstation für die Fahrbetriebsmittel einer Seilbahn oder eines Skiliftes dient. Die Hauptaufgabe der Seilbahnstation ist dabei
- die Übernahme der auf die Seilbahn einwirkenden mechanischen Kräfte und
- die Unterbringung der technischen Anlage sowie
- den geordneten, geschützten und überwachten Zu- und Ausstieg der Fahrgäste zu ermöglichen.

Seilbahnstationen einer Seilbahn oder eines Skiliftes bestehen in der Regel aus einer offenen oder geschlossenen Talstation und Bergstation und bei Bedarf können auch noch eine oder mehrere Mittelstationen vorhanden sein. Handelt es sich um eine Bergbahn, so wird die tiefstgelegene Station als Talstation und die höchstgelegene als Bergstation bezeichnet. 
In einigen Fällen dienen den Seilbahnstationen räumlich angeschlossene Einrichtungen auch der Verköstigung von Fahrgästen und seltener, der Unterbringung. Vielfach finden sich bei Seilbahnstationen Kioske und üblicherweise in den Bergstationen Aussichtsplattformen. Bei manchen Seilbahnen dienen auch Stationsbauwerke als Aussichtsplattform (z. B. bei der Teleférico del puerto im Hafen Torre Sant Sebastià in Barcelona (Spanien) die Hafenstation und die auf gleichem Bodenniveau befindliche Mittelstation).

## Beispiele

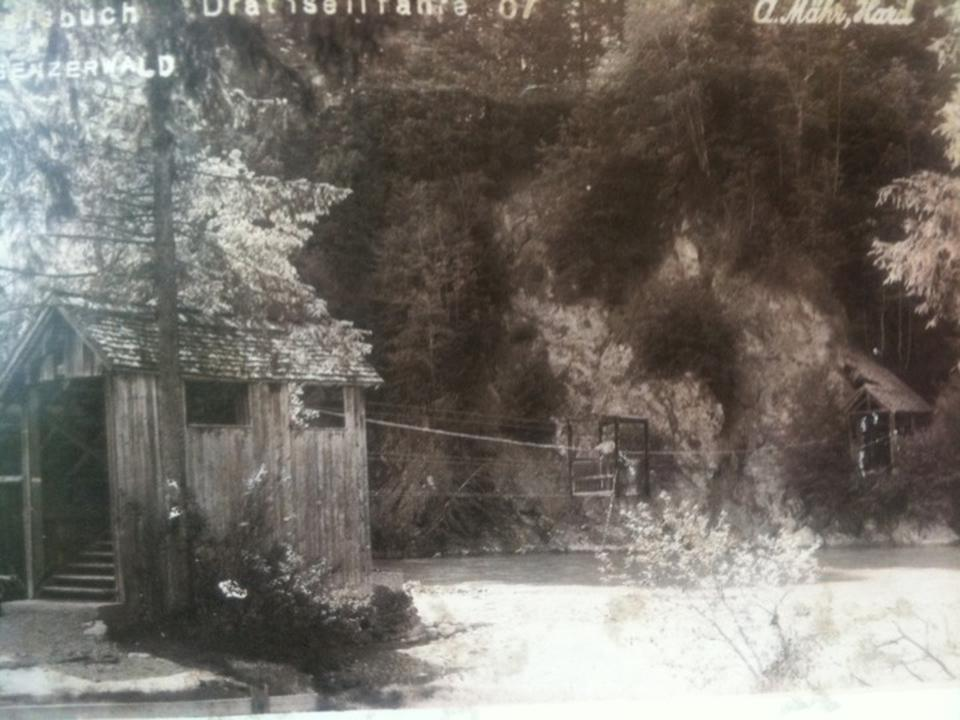
Seilbahnfähre Andelsbuch–Schwarzenberg auf einer historischen Aufnahme
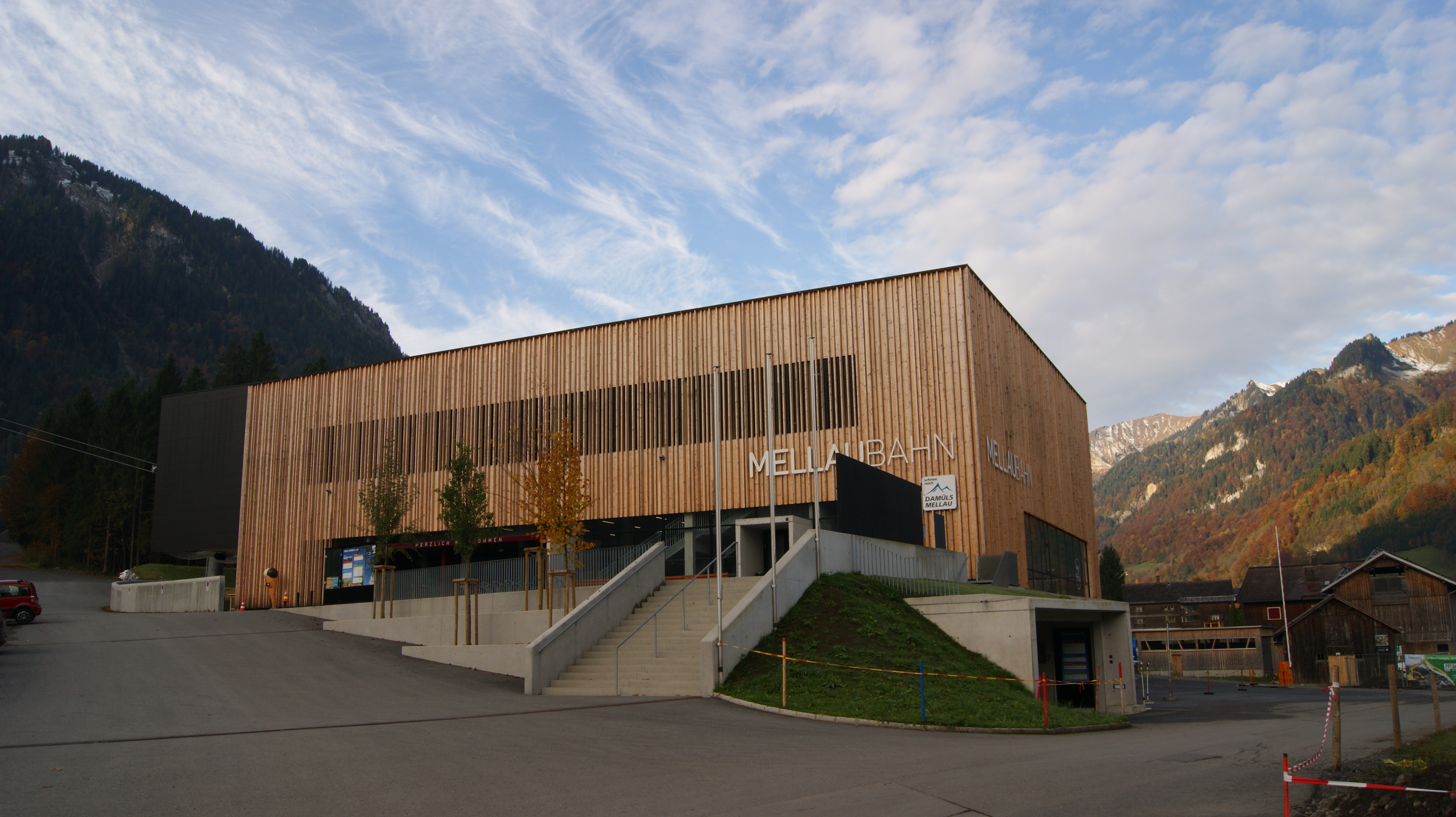
Talstation der Mellaubahn im Bregenzerwald
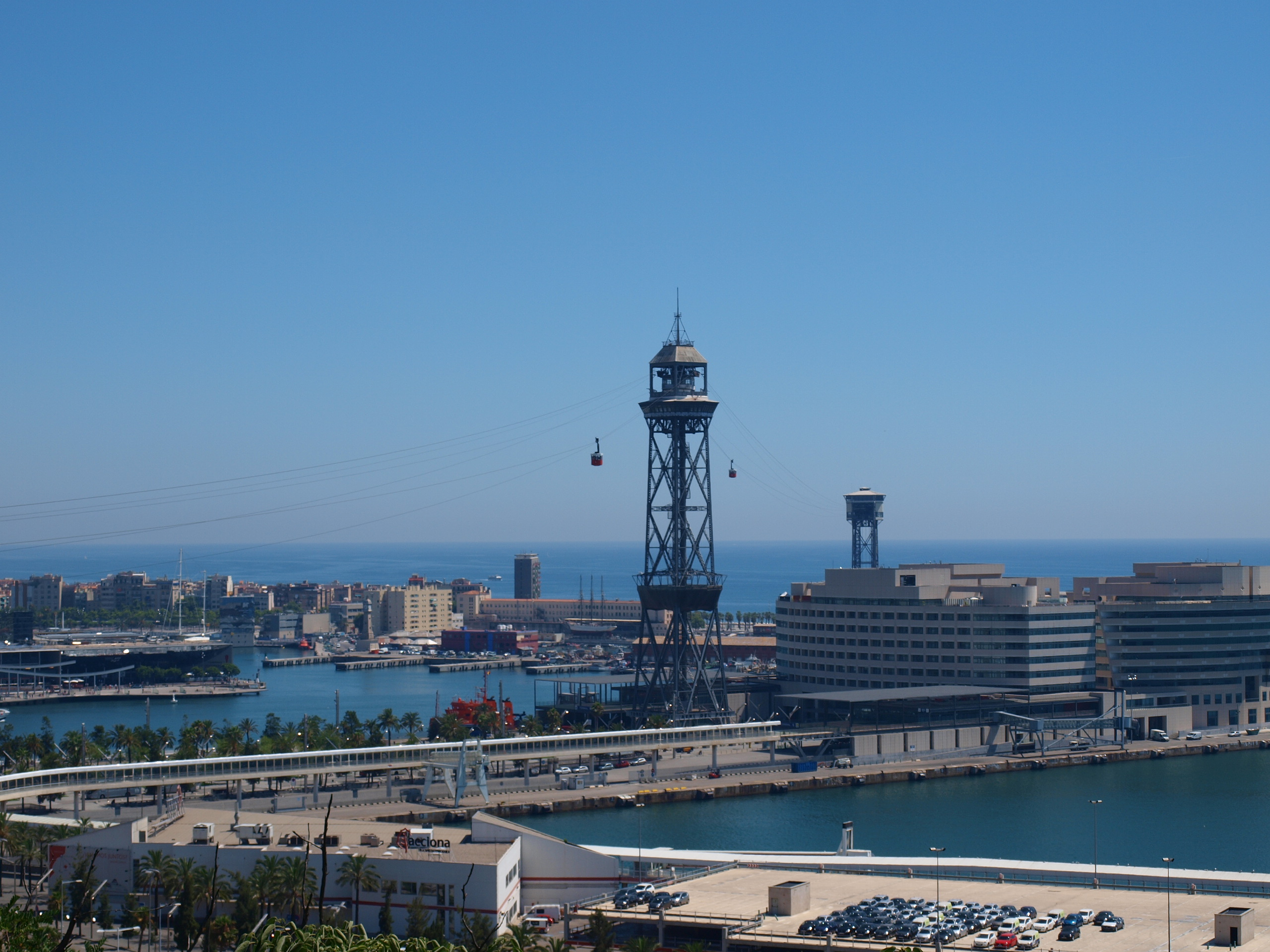
Mittelstation (Jaume I.) und im Hintergrund die Endstation (Talstation) der Hafenseilbahn (Teleférico del puerto) im Hafen Torre Sant Sebastià in Barcelona
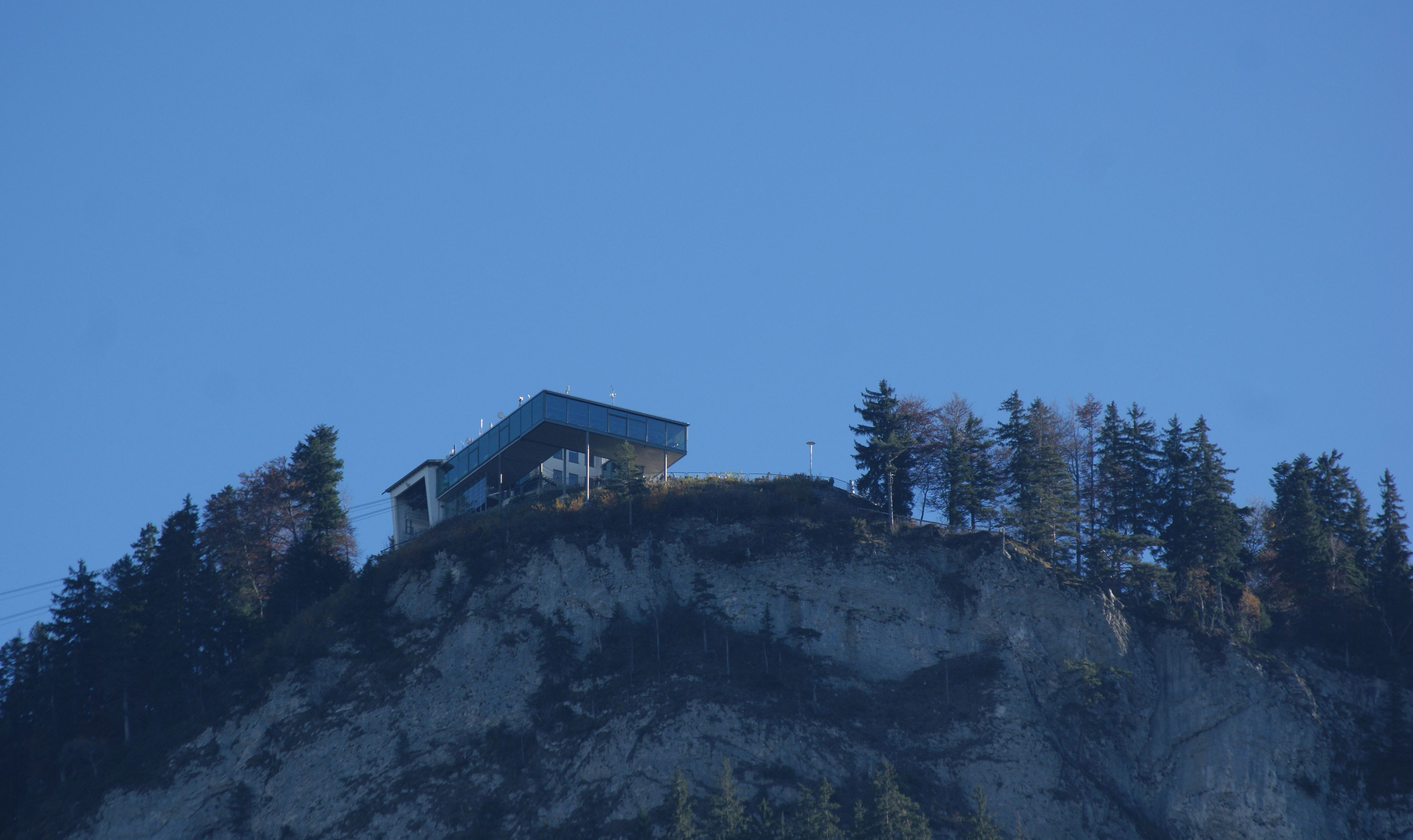
Bergstation der Karrenseilbahn in Dornbirn, Vorarlberg, Österreich
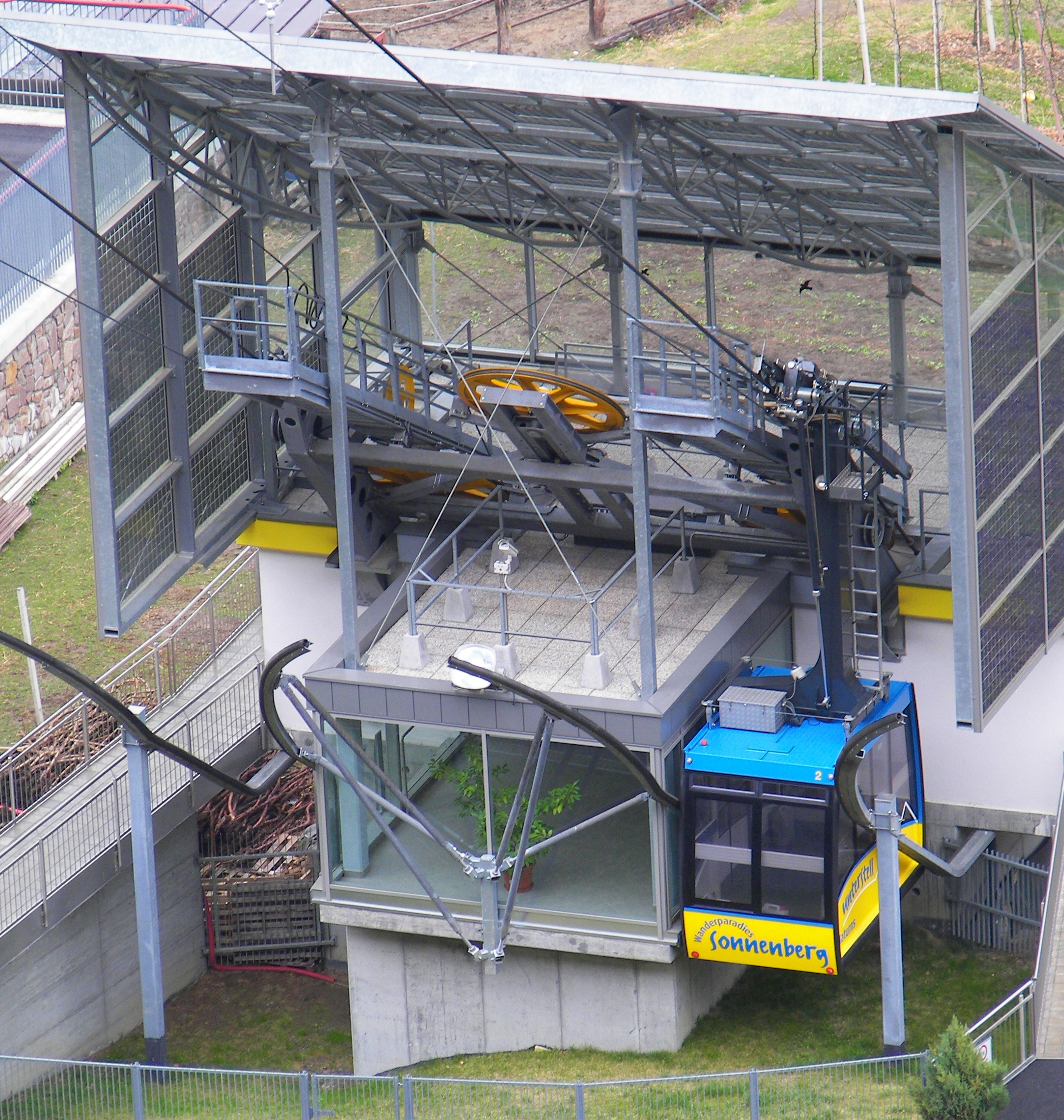
Talstation der Seilbahn Unterstell am Sonnenberg in Naturns
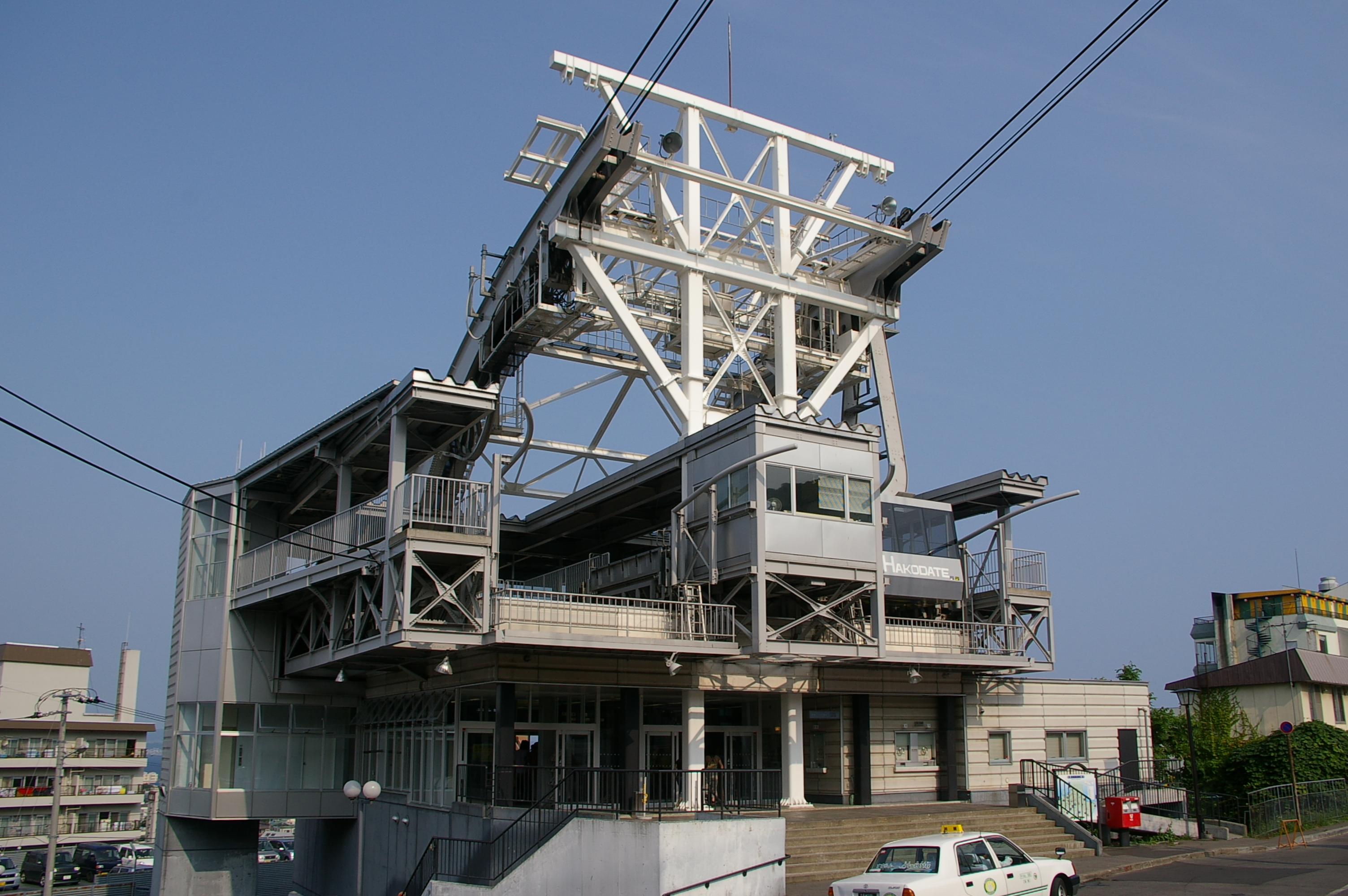
Seilbahntalstation in Hakodate, Hokkaido, Japan
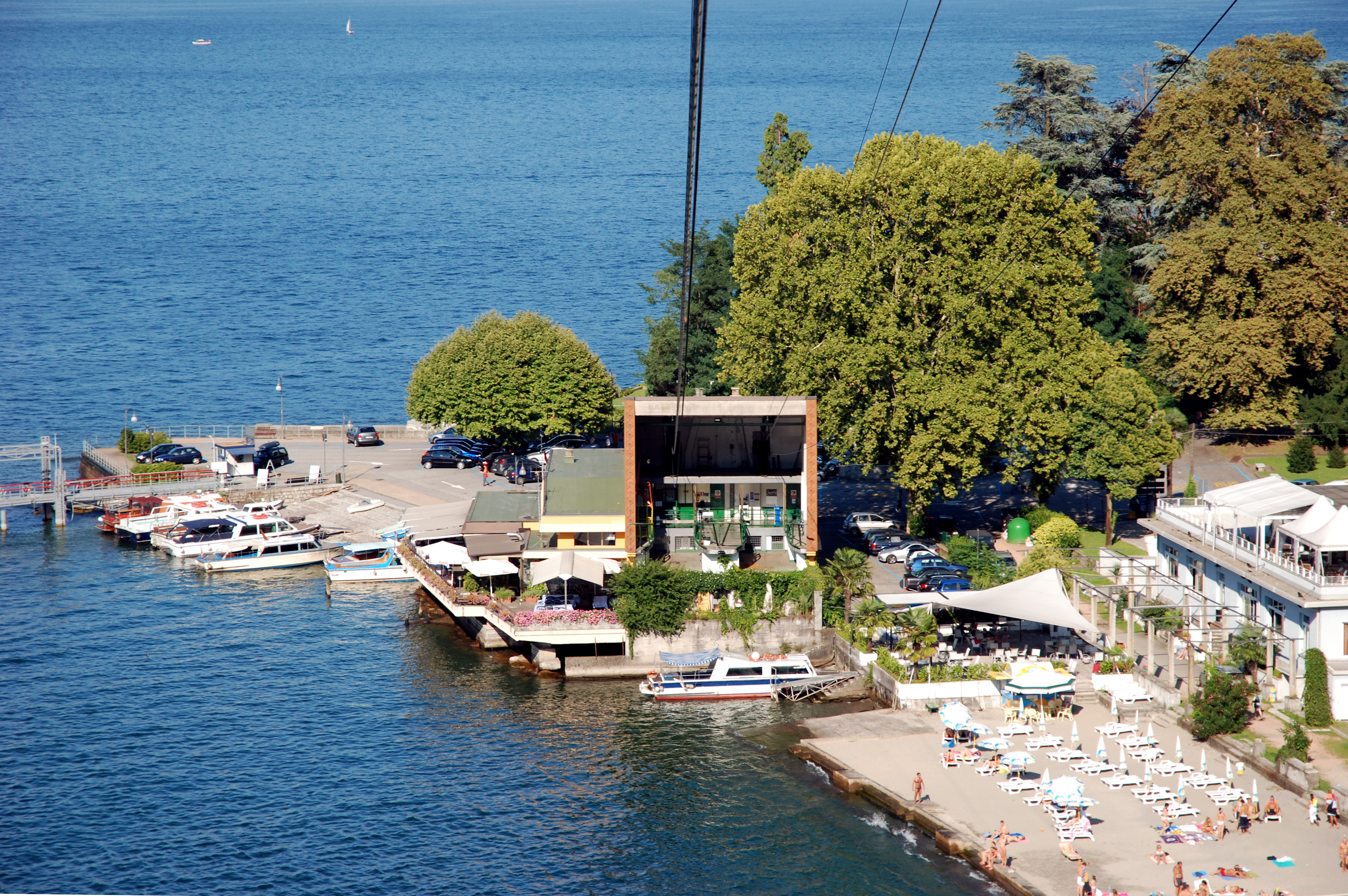
Seilbahntalstation auf den Monte Mottarone, Lago Maggiore
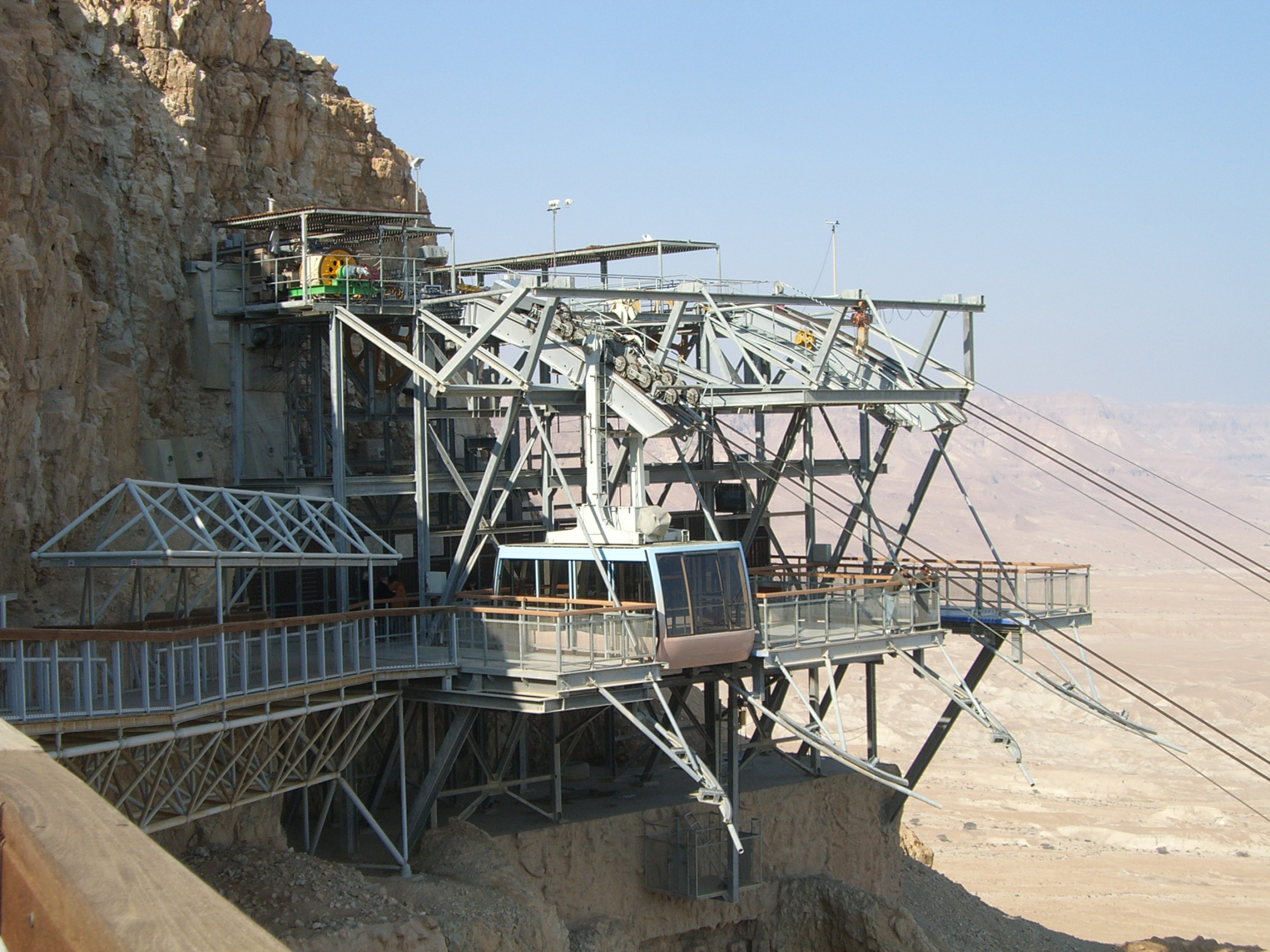
Seilbahnbergstation zur ehemaligen jüdischen Festung Masada in Israel
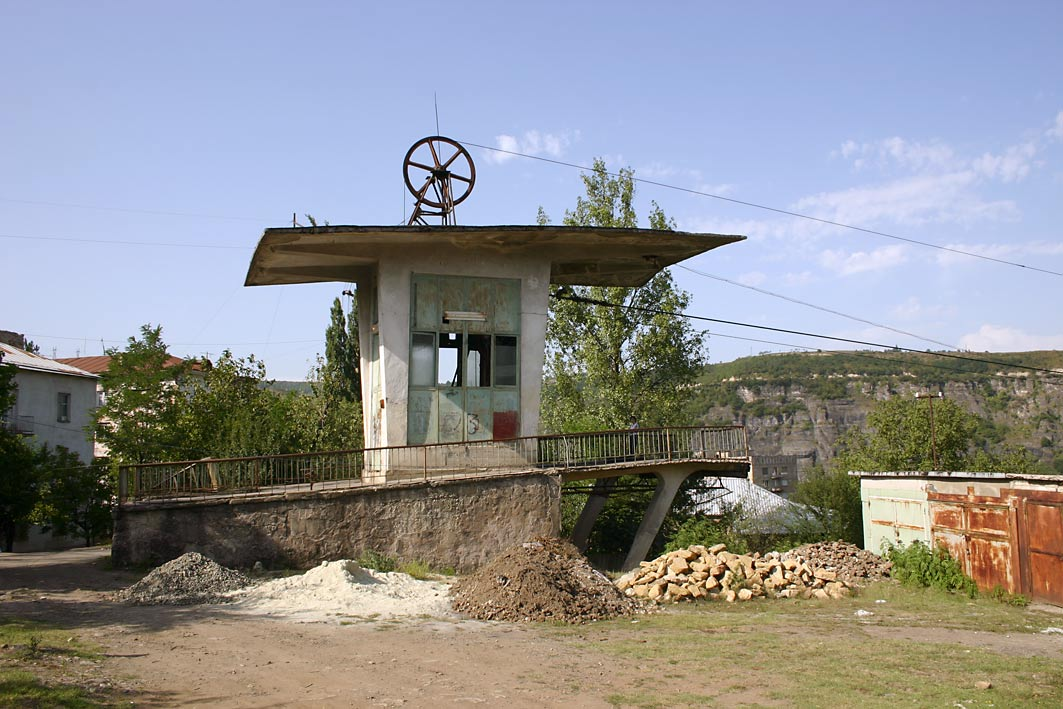
Station der Seilbahnen Tschiatura in Georgien
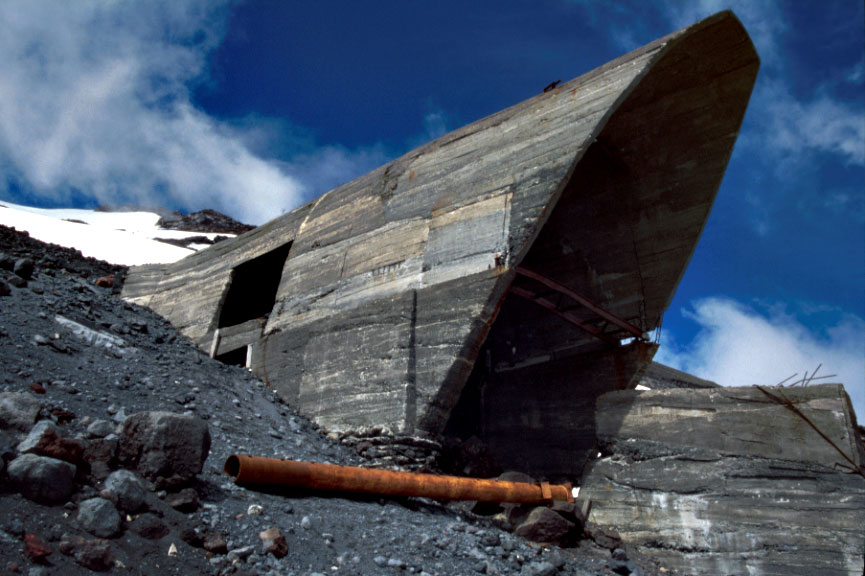
Durch Vulkanausbruch zerstörte Bergstation der Seilbahn zum Vulkan Villarica im gleichnamigen Nationalpark
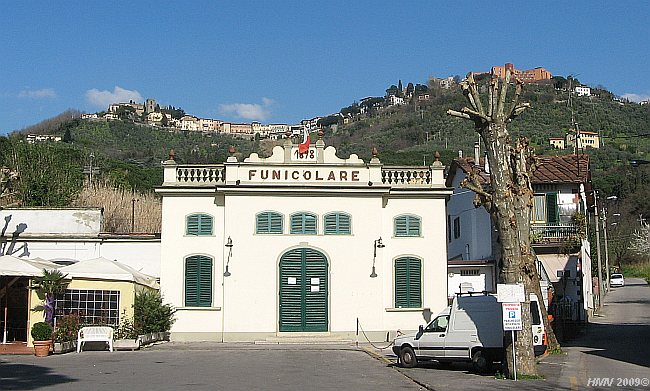
Talstation der Funicolare (Standseilbahn) zum Dorf Montecatini Alto auf dem Hügel
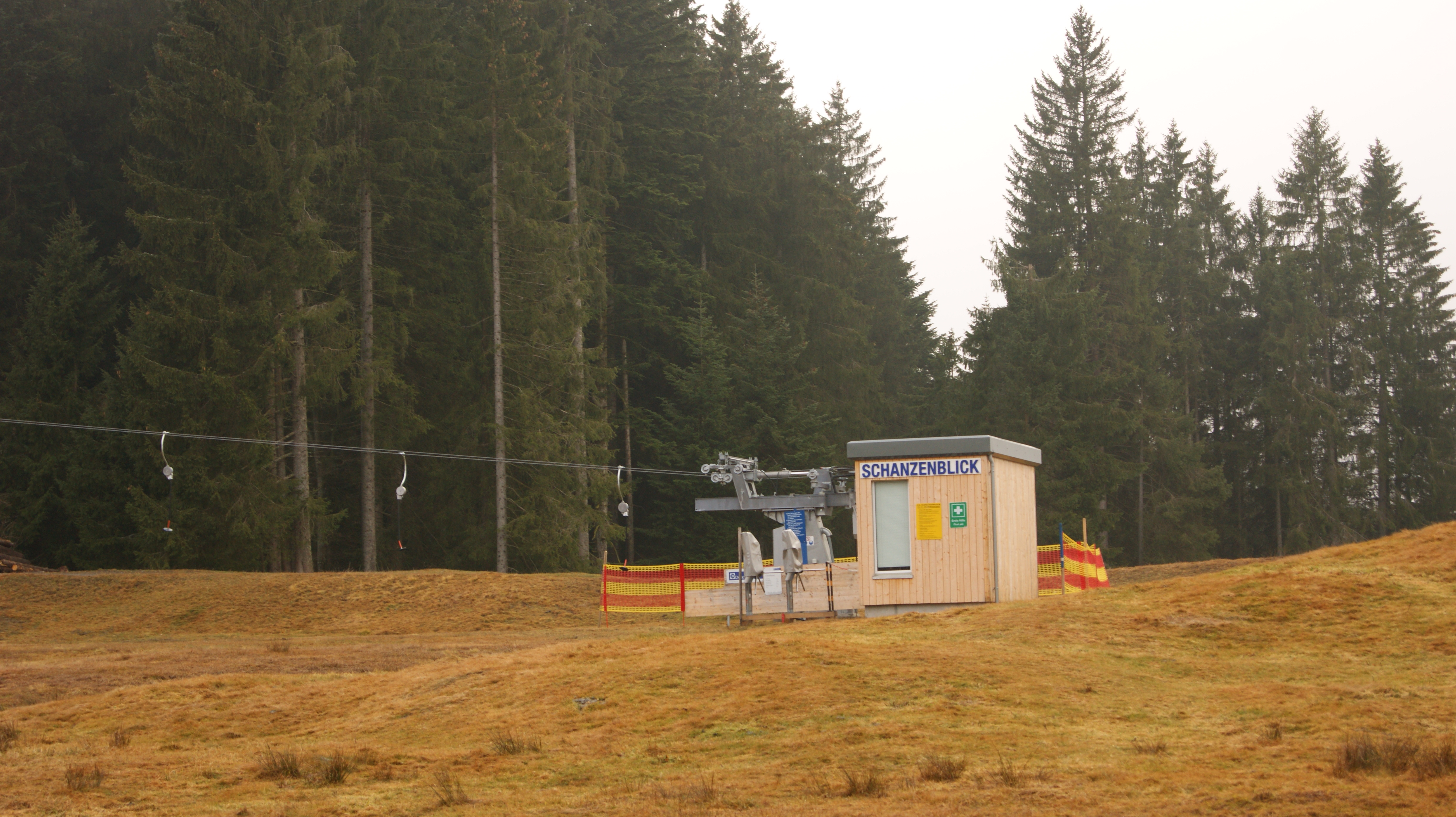
Talstation des Schanzenblicklifts (Tellerlift) am Bödele in Schwarzenberg, Bregenzerwald in Vorarlberg.